# Loi sur la traite des noirs et le régime des colonies du 20 mai 1802
Pour un article plus général, voir Rétablissement de l'esclavage par Napoléon Bonaparte.
Décret du 4 février 1794
Abolition de l'esclavage dans toutes les colonies françaises à l’initiative de l’abbé Grégoire Décret du 27 avril 1848

Abolition de l'esclavage à l'initiative de Victor Schœlcher

La loi du 20 mai 1802 (30 floréal an X) est l'une des étapes du maintien officiel ou du rétablissement de l'esclavage par Napoléon Bonaparte (premier consul), renonçant au décret du 4 février 1794 (16 pluviôse an II) qui avait aboli l'esclavage et la traite négrière dans toutes les colonies de la République française.

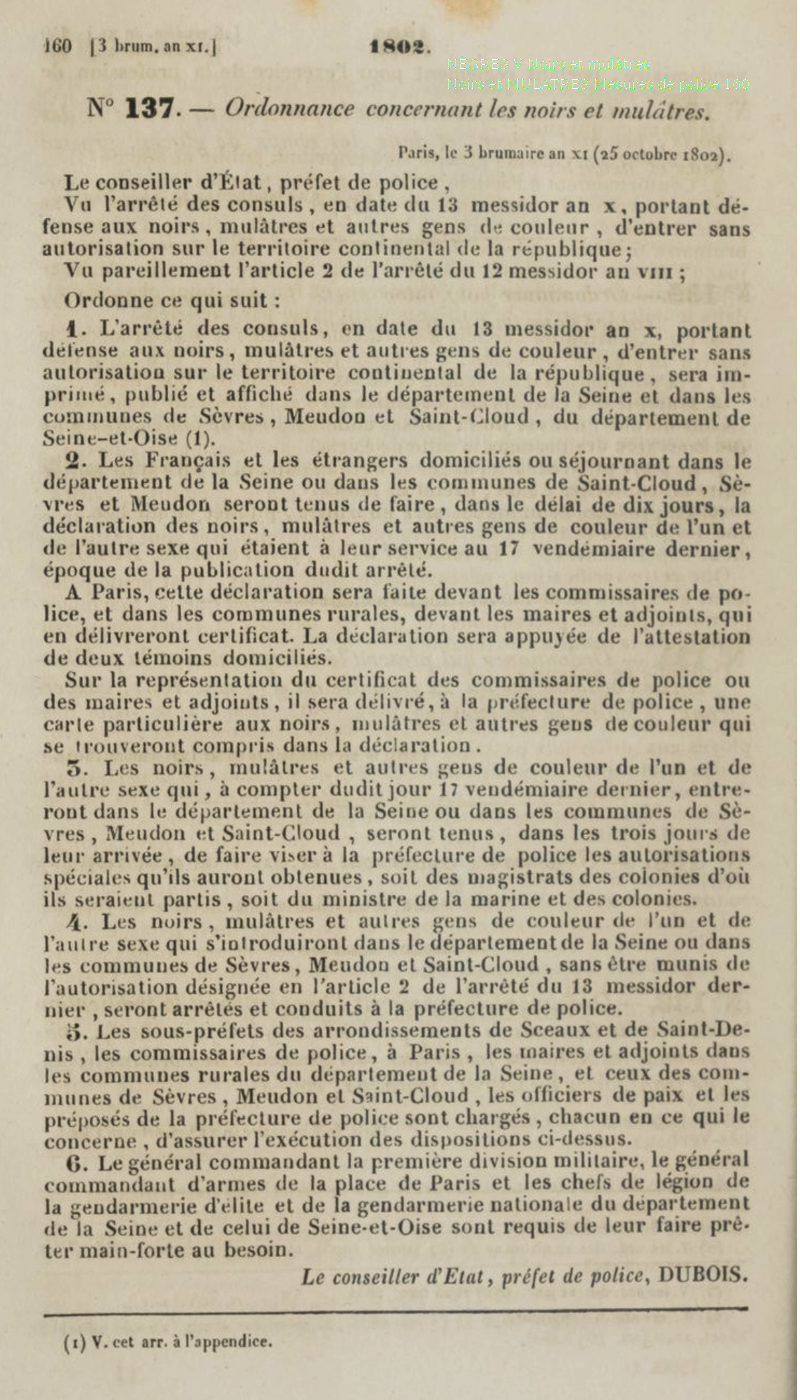
Ordonnance complémentaire concernant les nègres, noirs et mulâtres, fait à Paris, 3 brumaire an XI (25 octobre 1802) en vertu de l'arrêté des consuls, en date du 13 messidor an X (2 juillet 1802), portant défense aux noirs, mulâtres et autres gens de couleur, d'entrer sans autorisation sur le territoire continental de la république et l'article 2 de l'arrêté du 12 messidor an VIII (1er juillet 1800).

Cette première abolition ne s'était appliquée qu'à un nombre restreint de territoires : Saint-Domingue, Guadeloupe et Guyane, et n'avait pas été effective dans plusieurs colonies françaises en raison de l'opposition des aristocrates terriens, comme à l'île de La Réunion et l'Île de France (île Maurice), ou du fait de l'occupation britannique. C'est notamment le cas à la Martinique où, anticipant l'abolition, les grands colons planteurs avait déclenché dès le 16 septembre 1793 une insurrection royaliste, après avoir adhéré au traité de Whitehall du 19 février 1793, , permettant la conquête de l'île par les Britanniques début 1794, où l'aristocratie les aide en échange du maintien de l'esclavage sur l'île. À Saint-Domingue en revanche, les Anglais ne parviennent pas à faire la même chose, contenus par l'armée des esclaves libérés qui aboutit à la victoire de Toussaint Louverture et à l'armistice du 30 mars 1798.
À l'origine, la loi du 20 mai 1802 concerne explicitement le maintien de l'esclavage dans les territoires qui n'ont pas appliqué la loi abolitionniste du 4 février 1794 : elle est liée au traité d’Amiens du 26 mars 1802 qui restitue les colonies de Martinique, Tobago et Sainte-Lucie à la France. En conséquence, elle ne s'applique en théorie ni à la Guadeloupe, ni à la Guyane, ni à Saint-Domingue. En pratique toutefois, le rétablissement de l’esclavage est bien en projet dans ces trois territoires. En Guadeloupe, s'il est imposé militairement et illégalement par le général Antoine Richepance, il est officialisé par une autre mesure législative, l'arrêté consulaire du 16 juillet 1802 (27 messidor an X), longtemps ignoré de l'historiographie, et dont l'original n'a été découvert qu'en 2007 dans les Archives nationales. À Saint-Domingue, c'est l'expédition Leclerc envoyée par Napoléon, qui a pour projet officieux le rétablissement de l'esclavage. Enfin, en Guyane, c'est par un arrêté consulaire du 7 décembre, complété par un règlement local de Victor Hugues du 5 floréal an XI (25 avril 1803). 
La France demeure à ce jour le seul pays ayant juridiquement rétabli l'esclavage, et par conséquent le seul pays à avoir vu passer deux abolitions de l'esclavage.

## Préambule

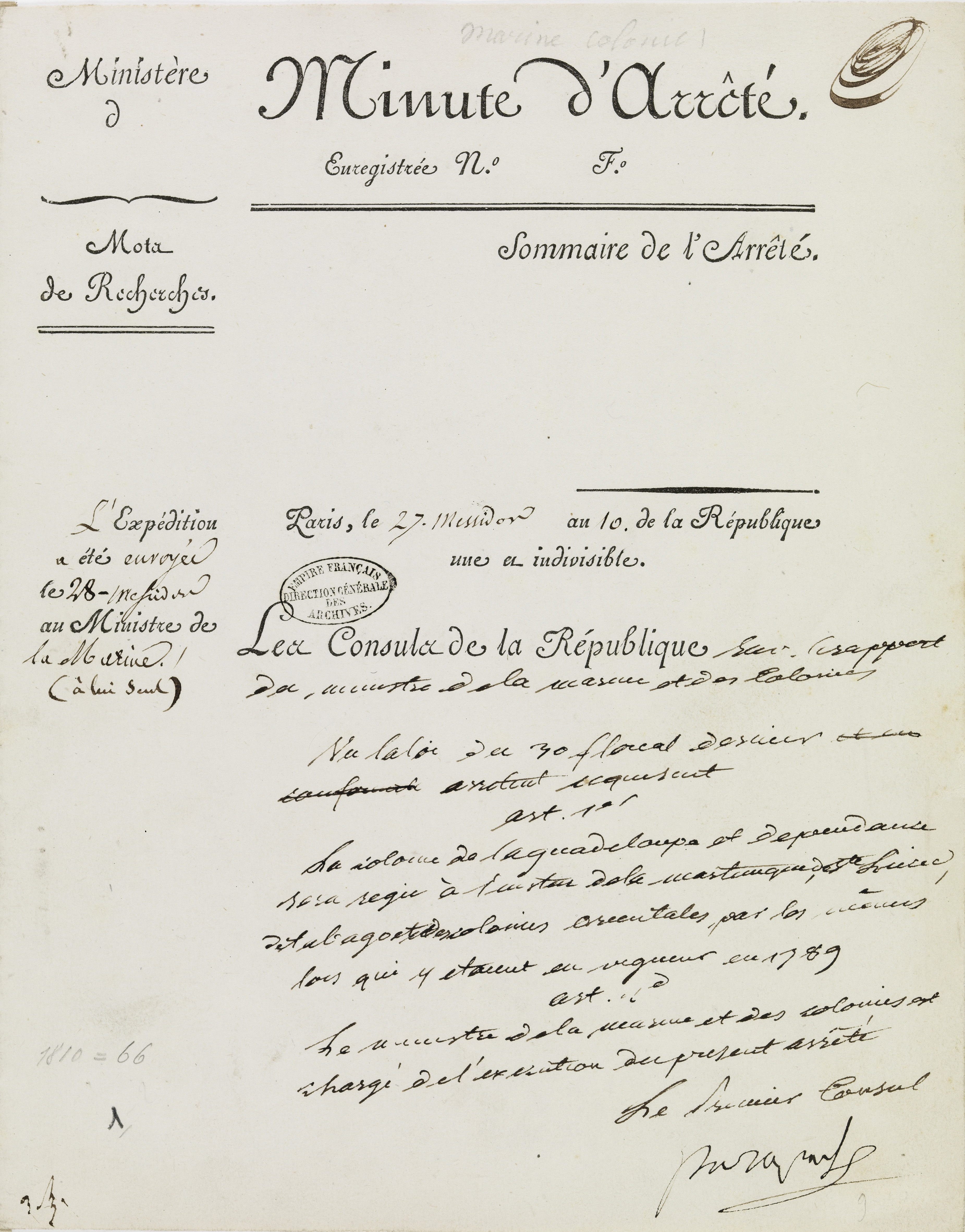
16 juillet 1802 - Arrêté rétablissant l'esclavage à la Guadeloupe, signé par le premier consul Bonaparte.

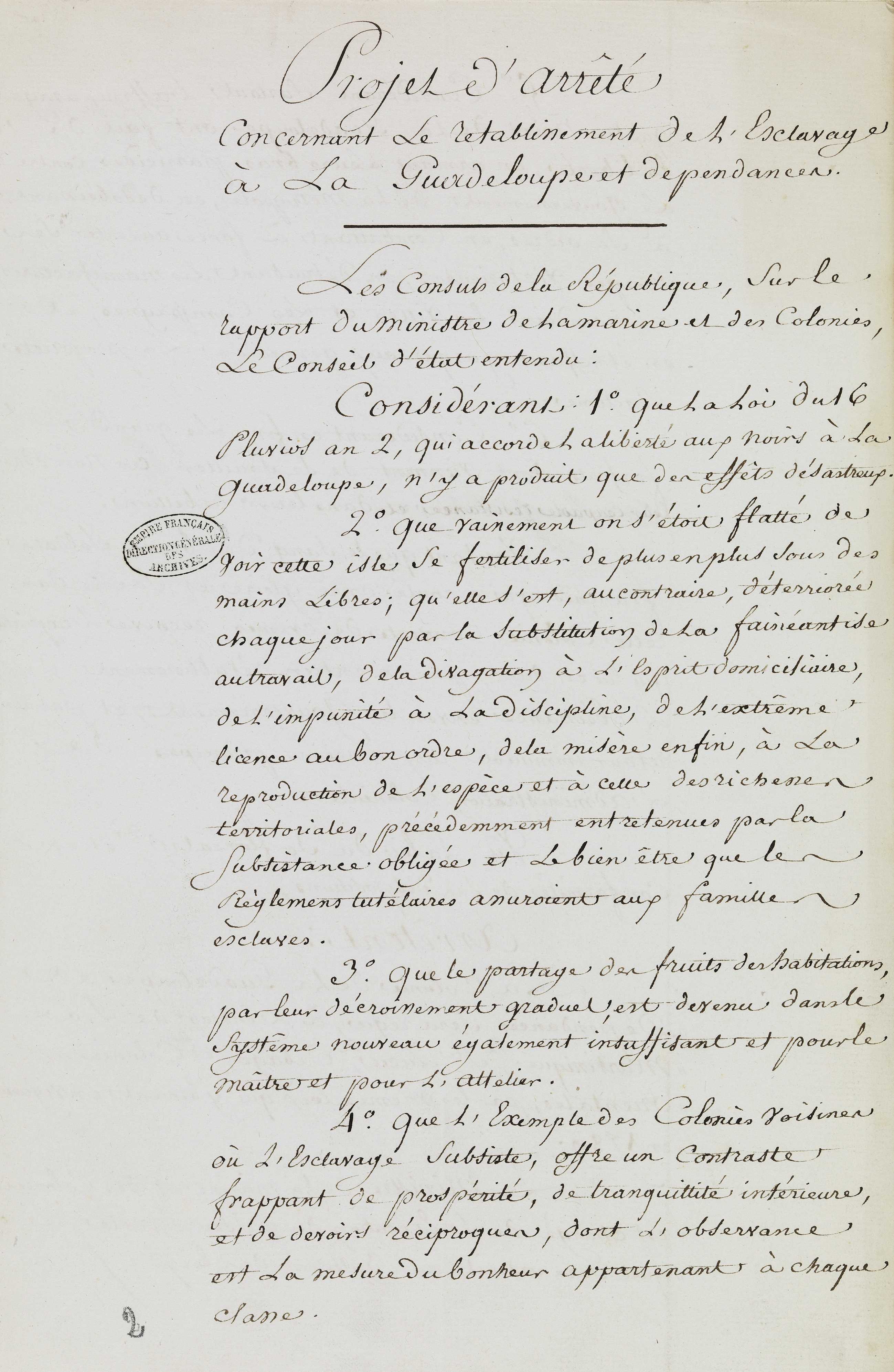
Projet d'arrêté du 27 messidor an X (16 juillet 1802).

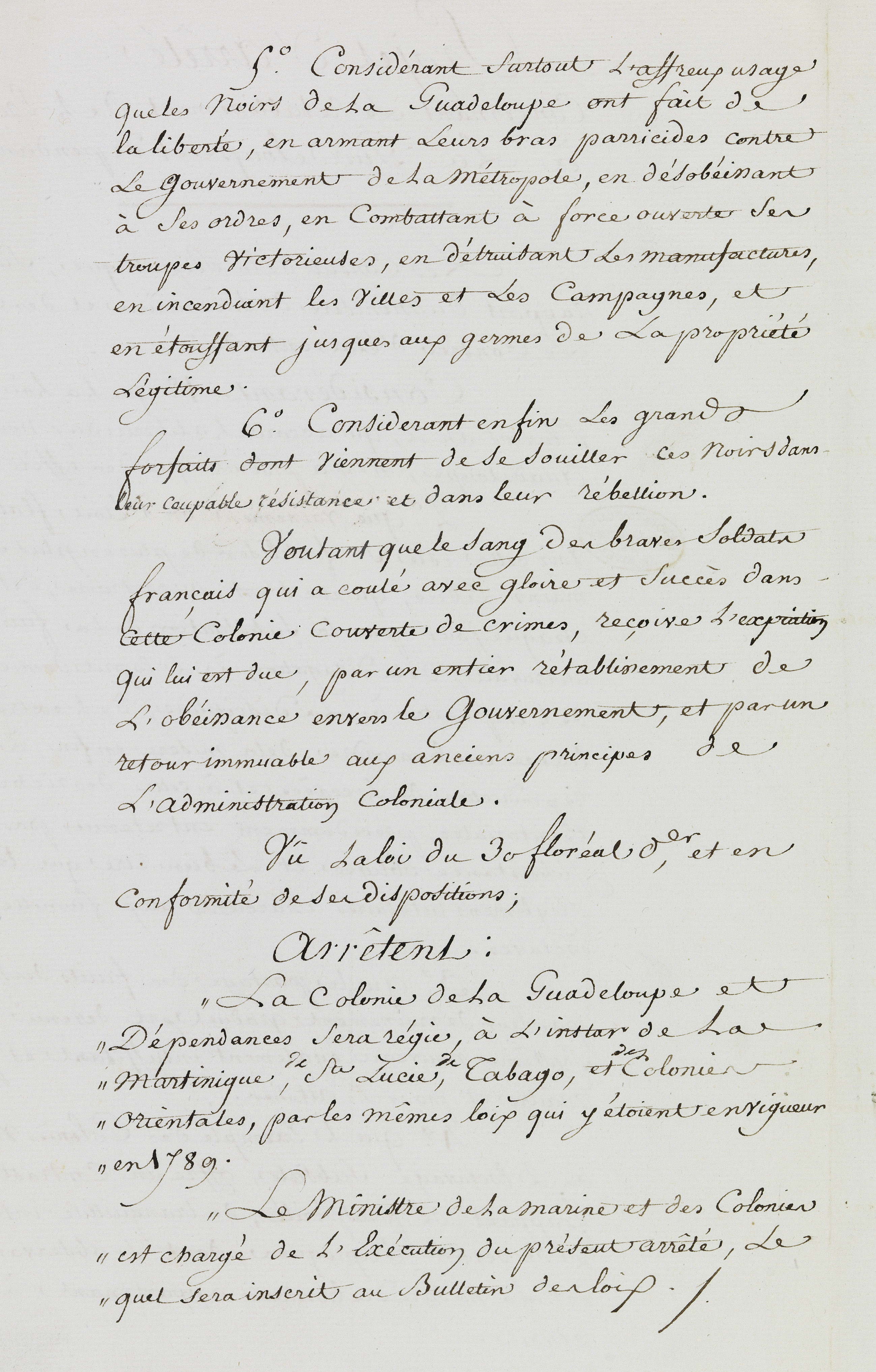
Suite du projet d'arrêté du 27 messidor an X (16 juillet 1802).

L’intérêt de ce préambule est de comprendre le contexte historique dans laquelle s’inscrit la loi du 20 mai 1802 et d’éviter les erreurs d’interprétation concernant la volonté de Bonaparte.

### Une première abolition limitée dans les faits
Le 4 février 1794, l'assemblée de la Convention avait voté un décret abolissant l'esclavage dans les colonies françaises, mais cette décision avait été finalement peu appliquée.
Dans l'océan Indien, les colons de l'île de la Réunion et de l'Île de France (aujourd'hui l'île Maurice) se sont opposés à l'application du décret et ont conservé leurs esclaves.
L’île de Martinique, quant à elle, fut occupée par les Anglais. Les planteurs ont donc pu conserver leurs esclaves avec la complicité de l’occupant.
La décision ne fut finalement appliquée qu’en Guadeloupe, en Guyane et à Saint-Domingue (aujourd'hui Haïti) lorsque Toussaint Louverture chassa les Anglais en octobre 1798.
Néanmoins, à Saint-Domingue, l’abolition de l’esclavage ne fut pas synonyme de liberté pour les populations concernées. En effet, comme l’explique historien Alain-Jacques Tornare : « on était simplement passé de l’esclavage au travail forcé ».
Napoléon Bonaparte s’est donc contenté de rétablir officiellement une situation qui existait déjà de fait dans certaines colonies ou simplement de remplacer les travaux forcés.

### Influence du courant esclavagiste
Lorsque Napoléon devient Premier Consul en 1799, il n'a pas l'intention de revenir sur l'abolition de l'esclavage qui avait été décrété par la Convention en 1794. Selon l'historien Jean-Joël Brégeon, Napoléon n'était initialement pas favorable au rétablissement de l'esclavage et imaginait plutôt un nouveau statut transitoire adapté à chaque colonie. 
Cependant, il ne fait guère de doutes qu’il existait des forces politiques puissantes voulant un rétablissement général de l’esclavage (Club de l'hôtel de Massiac), et qu'elles sont parvenues à entraîner la décision de rétablissement de Bonaparte. Les troubles en Guadeloupe et à Saint-Domingue, la colonie la plus importante sur le plan économique, vont leur permettre d'appuyer leurs revendications. En 1802, tout un « parti créole » exige le retour des esclaves dans les plantations.   
« Manipulé par le lobby esclavagiste, Bonaparte pense que la Guadeloupe est à feu et à sang – ce qui est faux – et que le rétablissement de l’ordre passe par le rétablissement de l’esclavage » explique l'historien Jean-François Niort.  
Selon l'historien belge Hervé Hasquin, la majorité de l'opinion publique française était également favorable au rétablissement de l'esclavage. « L'esclavage avait été aboli par l'Assemblée nationale en 1794, mais la majorité de la société n'y était pas favorable. En rétablissant l'esclavage, Napoléon n'a fait que se rallier à l'opinion dominante et au lobby des planteurs dans les colonies » explique l'historien.

### Des enjeux politiques et économiques
La position de Napoléon se caractérise plus par le pragmatisme que par une inclination « idéologique » dans un sens ou un autre. Comme l'explique Thierry Lentz, l'esclavage n'est dans l'esprit de Napoléon qu'un facteur de relance économique des îles antillaises. Il n'y a nul « racisme » dans sa démarche, mais de la froideur dans la prise de décision.   
Par ailleurs, il ne faut pas oublier que la représentation (perception - intériorisation) de l'égalité des races ne se décrète pas. La Révolution française a lancé avec le principe des droits de l'homme une nouvelle vision dont la maturation au sein des populations ne peut qu’être lente et dont on peut se demander si elle est achevée.
Cet aspect n'a pas été ignoré des auteurs de la loi du 20 mai 1802 qui ont principalement argumenté sur des aspects économiques et de relations internationales. 
Lorsque le général de division Toussaint Louverture fait établir une constitution qui proclame l'autonomie de Saint-Domingue et le nomme gouverneur à vie, Napoléon entre dans une grande colère. Percevant Toussaint Louverture comme dangereux, il envoie d'un corps expéditionnaire afin de mettre un terme à l'émancipation domingoise et le fait mettre aux arrêts.
Il fait également mettre en retraite anticipée le général métis Thomas Alexandre Dumas. Ceux-ci avaient dû leur promotion en France aux travaux incessants de la Société des amis des Noirs créée dès 1788 par Jacques Pierre Brissot avec l'appui, notamment, de l'abbé Grégoire et d'un philosophe comme Condorcet.
Le général Dumas sera mis à la retraite anticipée de l'armée par Bonaparte en 1802 alors qu'il n'avait que 40 ans. À partir de 1802, les chances de faire carrière dans l'armée française disparaissent pour les soldats et officiers noirs et métis. Quelques officiers « de couleur » n'ont pas été exclus de l'armée, par exemple le général de brigade Antoine Chanlatte, plus haut gradé parmi les officiers de couleurs après le général Dumas, l'adjudant-commandant Magloire Pélage qui sera jugé au retour de l'expédition en Guadeloupe, acquitté et mourra durant la guerre d'indépendance espagnole, ou encore le chef de brigade (équivalent de colonel) Joseph Damingue qui sera rétrogradé au rang de capitaine et acceptera le poste peu glorieux de commandant des Pionniers noirs qu'il transformera peu à peu en unité d'élite.
La tentative d'asservissement perpétrée entre 1802 et 1804 à Saint-Domingue et poursuivie jusqu'en 1848 dans les autres colonies françaises ont provoqué des massacres et des atrocités. En outre, on peut considérer qu'elle est une des sources du racisme moderne : sous l'Ancien Régime, le « préjugé de couleur » visait à créer une hiérarchie sociale justifiant l'esclavage, tandis qu'à partir du XIXe siècle, ce qu'on appelle aujourd'hui « racisme » vise à exclure de la société, voire à exterminer. 
Cette question de l’esclavage colonial a donné lieu en France à la loi mémorielle du 21 mai 2001. La question raciale sous-jacente est aussi un problème, elle assimile couramment les esclaves aux Noirs en se référant au seul commerce triangulaire qui a enrichi des personnes de toutes races. En effet, quantitativement ce sont les populations noires qui ont été les plus concernées parce qu’elles ont constitué une main-d'œuvre disponible à un moment historique, main d’œuvre que certains féodaux africains n’ont pas hésité à vendre dans une logique guerrière, et non raciale. Les royaumes africains qui pratiquaient un esclavage de guerre et de razzias entre eux, trouvèrent avec la traite atlantique un « débouché » qui augmenta ainsi le recours aux esclaves comme marchandise contre de l'or ou l'importation de produits européens. Les Européens furent cependant ceux qui mirent en place une hiérarchie des races, comme le montre l'emploi de termes racistes désignant les nuances de métissage. Ces termes restent aujourd'hui encore usités dans les territoires concernés malgré l'aspect colonial qui se dissimule derrière.

## Texte du décret-loi du 20 mai 1802 autorisant la traite et l'esclavage dans les colonies restituées par le traité d’Amiens
« AU NOM DU PEUPLE FRANÇAIS, BONAPARTE, premier Consul, PROCLAME loi de la République le décret suivant, rendu par le Corps législatif le 30 floréal an X, conformément à la proposition faite par le gouvernement le 27 dudit mois, communiquée au Tribunat le même jour.
DÉCRET.

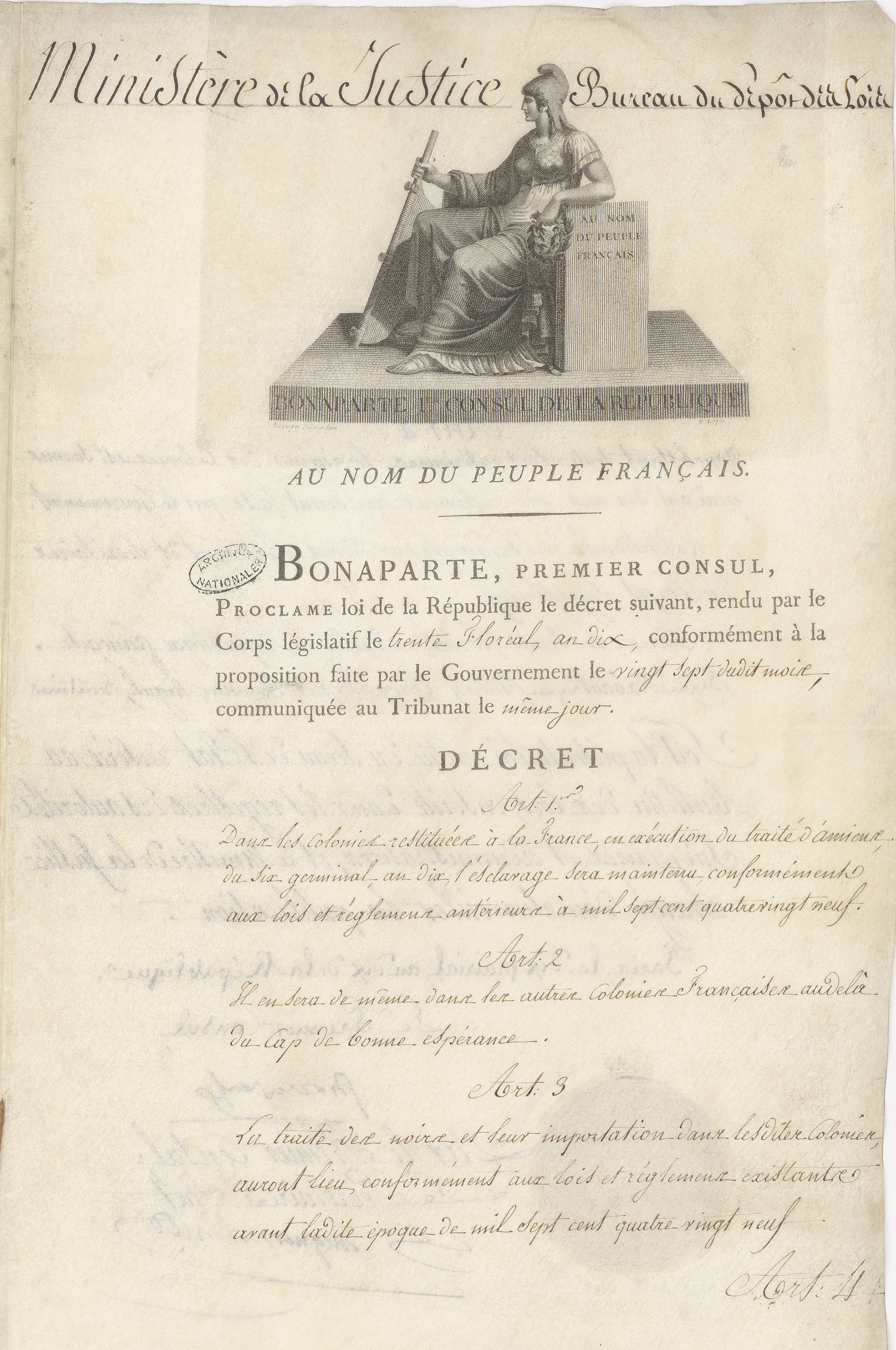
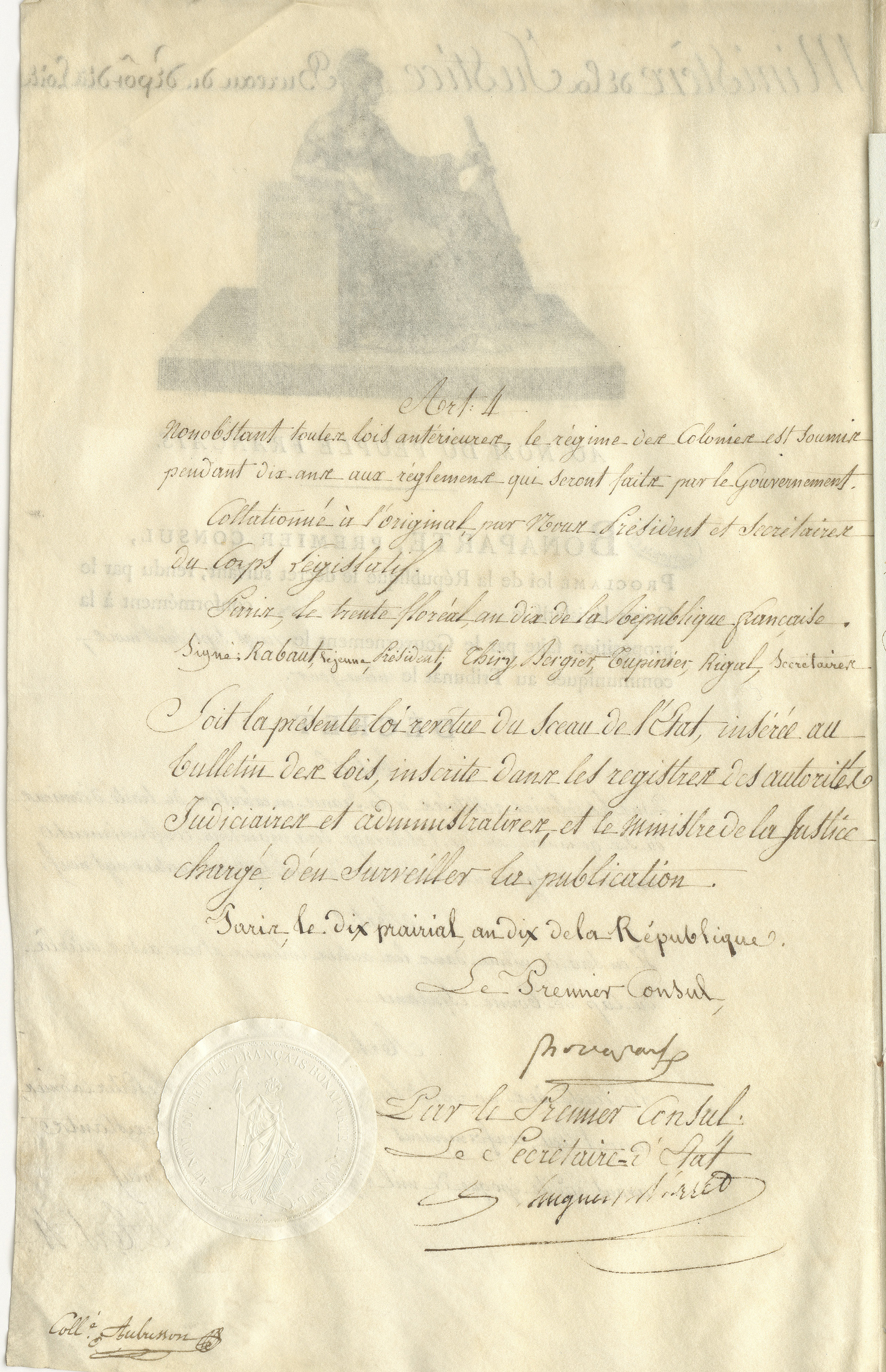

ART. Ier Dans les colonies restituées à la France en exécution du traité d'Amiens, du 6 germinal an X, l'esclavage sera maintenu conformément aux lois et règlements antérieurs à 1789.
II. Il en sera de même dans les autres colonies françaises au-delà du cap de Bonne-Espérance (note d'édition : Les Mascareignes, c'est-à-dire principalement La Réunion et l’île Maurice).
III. La traite des noirs et leur importation dans les dites colonies, auront lieu, conformément aux lois et règlements existants avant ladite époque de 1789.
IV. Nonobstant toutes lois antérieures, le régime des colonies est soumis, pendant dix ans, aux règlements qui seront faits par le gouvernement. »

À l'occasion du bicentenaire de la mort de Napoléon Ier en 2021, le décret du 20 mai 1802 ainsi que l’arrêté consulaire du 16 juillet 1802, qui rétablit l’esclavage en Guadeloupe, sont présentés au public dans le cadre d'une grande exposition sur Napoléon à la Grande halle de la Villette.

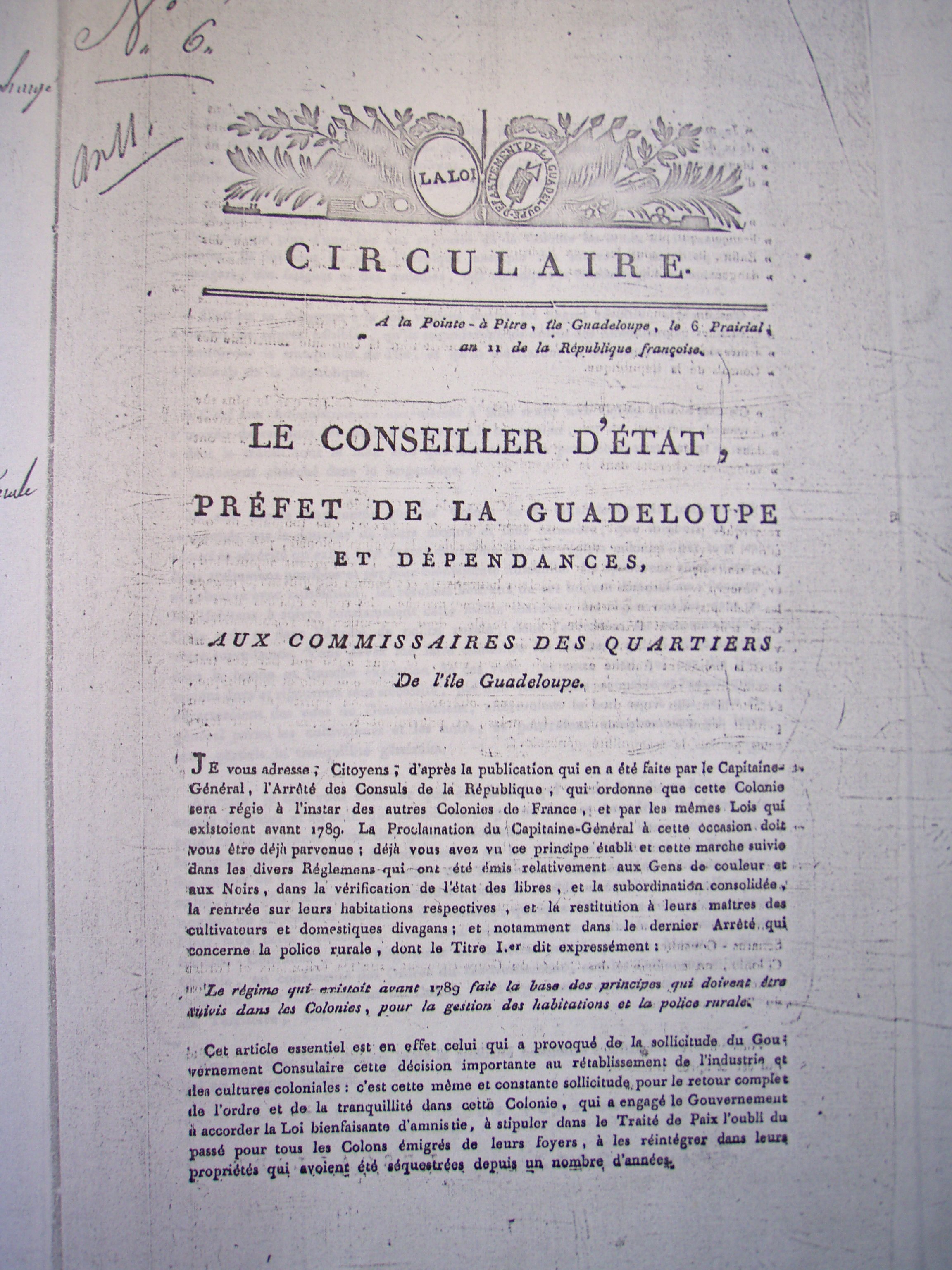
Circulaire du préfet colonial de la Guadeloupe aux commissaires des quartiers de la Guadeloupe du 6 prairial an X (26 mai 1803) diffusant la version imprimée localement de l'arrêté consulaire du 27 messidor an X (16 juillet 1802).
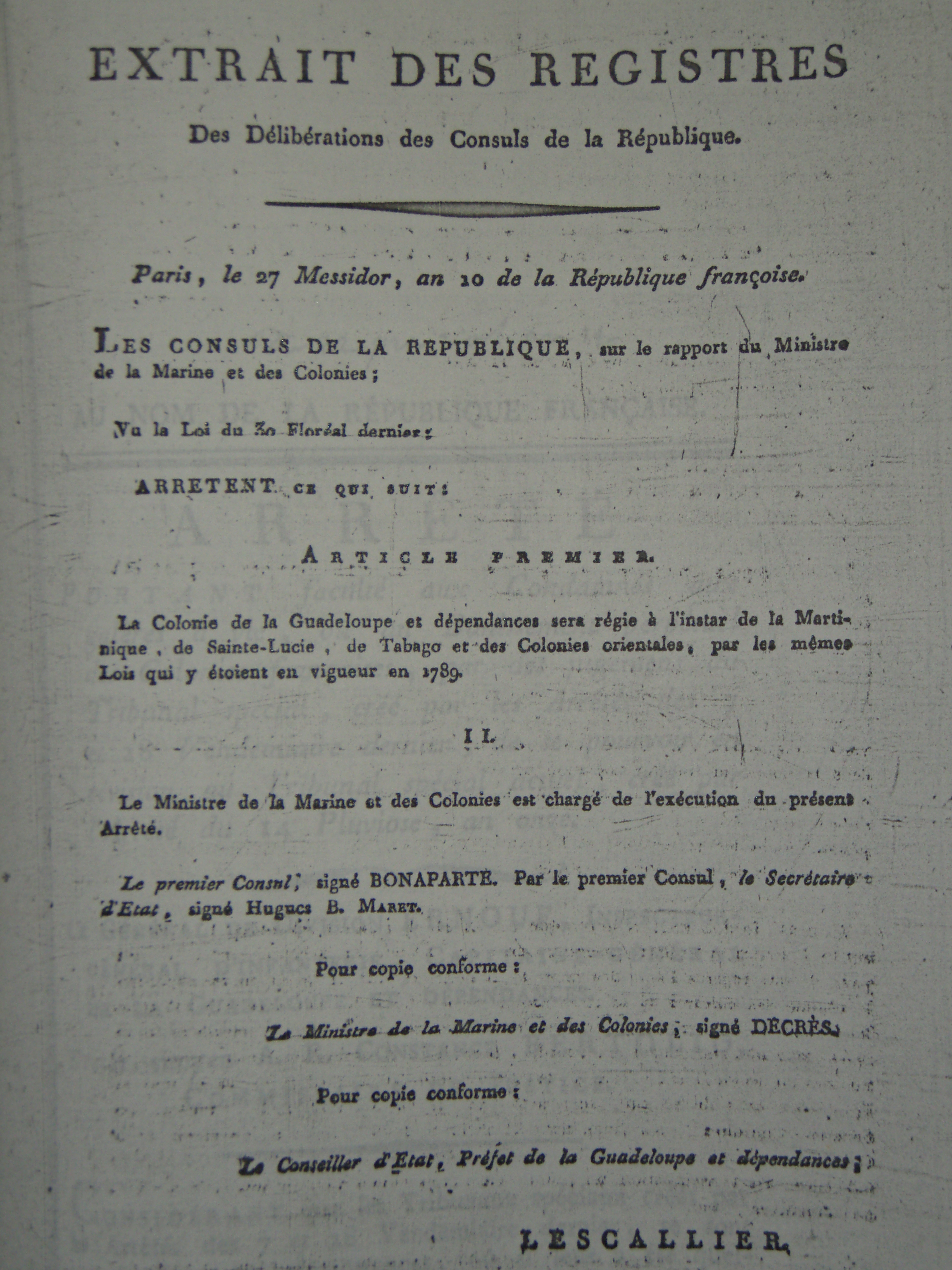
Arrêté consulaire du 27 messidor an X (16 juillet 1802), version imprimée localement diffusée par la circulaire du préfet colonial de la Guadeloupe du 6 prairial an X aux commissaires des quartiers.

## Contexte politique
Lorsque le 27 avril 1802 Napoléon demande au consul Cambacérès de préparer une loi sur l’esclavage à la suite du traité d'Amiens, le contexte politique est le suivant : le parti abolitionniste a été affaibli par les nombreux troubles qui ont agité les colonies, et plus particulièrement par l’affaire de Saint-Domingue.
En effet, des troubles ont éclaté dans l'île et les pouvoirs donnés au général de division Toussaint Louverture se sont traduits par une politique d’autonomie. Dans la constitution du 12 juillet 1801, Toussaint Louverture va en effet jusqu'à se nommer gouverneur à vie. Pour le Premier Consul, cet état d'insurrection impose d'y remettre de l'ordre.
Par ailleurs, tout un « parti créole », Joséphine de Beauharnais en tête, exige le retour des esclaves dans les plantations.
À ces éléments s'ajoutent des données relatives au contexte géopolitique et économique européen et colonial.

### La France et l’Europe
Lorsque la paix d'Amiens est signée avec l'Angleterre en 1802, la France connaît sa première période de paix depuis le déclenchement de la révolution. Elle est conduite à ménager ses voisins qui tous pratiquent encore l’esclavage. 
Marcel Dorigny rapporte une correspondance de Napoléon liée aux négociations préliminaires du traité d’Amiens : 

« …La continuation de la traite est envisagée jusqu’à ce que le gouvernement français aura pu trouver un accord avec le gouvernement britannique et d’autres gouvernements pour supprimer la traite d’un commun accord. Les esclaves amenés par la traite seront traités comme ils le sont dans les autres colonies européennes et comme il l’étaient avant 1789. »

Il semble bien que le maintien de l’esclavage dans la Martinique restituée, ait fait l’objet de négociations spécifiques avant la restitution de ce territoire. Les différents pays européens pratiquant l’esclavage avaient peur de l’effet de contagion d’une abolition dans les territoires restitués. Il faut aussi rappeler l’accord de Whitehall signé le 4 février 1793 entre les Britanniques et le royaliste Martiniquais Louis-François Dubuc pour le maintien de l’esclavage.

### La revendication autonomiste dans les colonies
La France est confrontée à une montée des revendications autonomistes dans toutes les colonies, notamment sous l’influence du modèle américain. À Saint-Domingue et en Guadeloupe, elles ont l’accord d’une partie des colons blancs, à La Réunion la situation est fluctuante. En fait c’est le chaos partout.
- Avec la principale colonie Saint-Domingue, il a été nécessaire de monter une lourde expédition pour faire face à la déclaration d’une constitution autonome par Toussaint Louverture, gouverneur, né esclave. Cette expédition militaire est arrivée le 29 janvier 1802, les combats viennent de s’arrêter le 17 mars 1802.
- Pour la Guadeloupe, l’amiral Lacrosse vient d’arriver (21 novembre 1801) à la Dominique après avoir été destitué et expulsé par le chef de brigade Magloire Pélage, son aide de camp, né esclave. Celui-ci vient de constituer (10 novembre 1801) un conseil provisoire pour gouverner la Guadeloupe. Une expédition de 3 500 hommes conduite par le général Richepance est prévue pour rétablir l’ordre. Elle va arriver en Guadeloupe le 5 mai 1802. Magloire Pélage se soumet, mais pas celui qu'il a nommé chef de l'arrondissement de Basse-Terre, Louis Delgrès avec qui des combats se poursuivent. Vaincu il se suicidera avec le reste de ses hommes le 28 mai 1802.
- À La Réunion, il s’est établi en 1798 une assemblée coloniale de tendance « monarchisante[26] », elle est renversée le 4 novembre 1798 par des républicains, puis réinstallée le 8 novembre. Finalement en 1801, La Réunion se soumet de nouveau au contrôle de la République, mais sans avoir aboli l’esclavage.

### L’économie des colonies se porte mal
Saint-Domingue était la colonie la plus importante sur le plan économique, les troubles constants depuis la révolution ont réduit sa production et ses exportations dans de fortes proportions. Il en va de même dans les autres colonies. Au XVIIIe siècle, le sucre qui arrive dans les ports de métropole, principalement de Saint-Domingue, est réexporté aux 7/8° vers les pays d’Europe du Nord. Saint-Domingue et les autres Antilles sont l'usine à sucre de l'Europe, ses exportations dépassent à cette date celles des États-Unis. Toute une économie européenne aboutissait aux ports de la côte Atlantique et était directement liée au commerce du sucre. L’Europe négrière fabrique des textiles, des toiles, des bateaux, sans lesquels la traite serait impossible. En janvier 1792, on apprend à Paris la révolte de Saint-Domingue, la spéculation sur le sucre commence, les prix flambent, et des émeutes populaires éclatent contre la cherté du sucre[réf. nécessaire].

## Élaboration de la loi
Napoléon Bonaparte soumet son projet au consul Cambacérès le 27 avril 1802. Dans sa lettre d’instructions, il demande la mise en place d’un statut mixte : le maintien de l’esclavage là où il n’a pas été aboli, le maintien de l’abolition là où elle a été appliquée. Cambacérès va s’entourer de l’avis du Conseil d'État, et soumettre un projet de loi au corps législatif, au tribunat et au sénat.
- Élaboration par des membres du Conseil d’État : Dessolles, Dupuis (section de la marine), Régnault de Saint-Jean d’Angély et l’amiral Bruix[28]. Le projet est conforme à la demande de Napoléon.

### La loi au Tribunat
Le 16 mai 1802 (27 floréal an X), le porte-parole du gouvernement Adet rapporte le projet devant le Tribunat. Il est l’ancien responsable du bureau des colonies sous le ministère d’Albarade. « …en rompant l’équilibre des forces…ne deviendrait-il pas comptable (le peuple), envers les autres nations, des maux que sa renonciation à l’usage commun (l’esclavage) pourrait attirer sur lui, et ne s’exposerait-il pas lui-même à tous les fléaux…? La France entend coordonner autant qu’il sera en son pouvoir, ses institutions avec celles des autres peuples pour … perpétuer la paix si nécessaire au bonheur de toutes les nations… » Le maintien de l’esclavage dans les colonies récupérées apparaît comme un gage des bons rapports renoués avec l’Angleterre ; tout en reconnaissant son caractère amoral, il met aussi en avant les intérêts économiques « …Quelque horreur qu’il inspire, (l’esclavage) est utile dans l’organisation actuelle des sociétés européennes, aucun peuple ne peut y renoncer sans compromettre les intérêts des autres nations… Laissons au temps seul le soin de préparer et d’opérer dans l’organisation coloniale les changements que l’humanité réclame… En vous laissant entraîner par un sentiment qui vous honore… vous sacrifieriez aux noirs les intérêts de votre pays, en détruisant une institution nécessaire aux colonies, devenues elles-mêmes nécessaires à notre existence ». Le projet est adopté par le tribunat à la majorité de 54 voix contre 27[citation nécessaire].

### La loi au corps législatif
Le 18 mai 1802 (29 floréal an X) le projet est présenté au corps législatif par le conseiller d’État Dupuis « On sait comment les illusions de la liberté et de l’égalité ont été propagées vers ces contrées lointaines, où la différence remarquable entre l’homme civilisé et celui qui ne l’est pas, la différence des climats, des couleurs, des habitudes et principalement la sûreté des familles européennes, exigeaient impérieusement de grandes différences dans l’état civil et politique des personnes … Les accents d’une philanthropie mal appliquée ont produit dans nos colonies l’effet du chant des sirènes, avec eux sont venus des maux de toute espèce, le désespoir et la mort ». Le projet est adopté par 211 voix contre 63.

### La loi au Sénat
Le 19 mai 1802 (30 floréal an X) le projet est présenté au Sénat par Jaubert[réf. nécessaire] : « L’expérience nous apprend quels sont les bras qui seuls peuvent être employés à la culture aux colonies. Elle nous dit quels sont les êtres pour lesquels la liberté n’est qu’un fruit empoisonné ». L’amiral Bruix continue « La liberté dans Rome, s’entourait d’esclaves… La politique, le soin de notre grandeur, nous prescrivent de ne pas briser les chaînes. » Saint-Jean d’Angély continue « L’humanité ne veut pas qu’on s’apitoie avec exaltation sur le sort de quelques hommes et qu’on leur procure des biens douteux en exposant une partie de l’espèce humaine à des maux certains et terribles ». Le Sénat estimera que la disparité de statut (maintien de l’esclavage et de l’abolition) prévue par la loi est inconstitutionnelle et invite Bonaparte à adopter un régime unique. De ce fait le texte est simplifié pour ne plus mentionner que les conséquences de l’application du traité d’Amiens, à savoir le maintien de l’esclavage dans les territoires rendus par les Britanniques (Martinique…). S’y ajoute le maintien de l’esclavage à La Réunion où il n’a jamais été aboli dans la pratique, il y a dans ce cas particulier une avancée des esclavagistes.

### Commentaire sur l’élaboration de la loi
Rappelons que les membres des corps législatifs ne sont plus à l’époque (constitution du 13 décembre 1799 – 22 frimaire an VIII) élus au suffrage universel mais sont désignés par le Sénat. On observe également qu'un conseiller d'état chargé du dossier, l’amiral Bruix, est issu d'une famille de planteurs de Saint-Domingue.

## Conséquences dans les colonies non concernées
N'ayant pas été capturées par les Anglais, donc pas à être « restituées » à la France lors du traité de paix, la Guadeloupe, la Guyane et Saint-Domingue (qui est à cette époque la plus importante des colonies) ne sont officiellement pas concernées par la loi du 20 mai 1802. Mais l’intrication des événements de la Guadeloupe et de Saint-Domingue a eu un effet explosif sur l’acceptation de compromis et a stimulé les conflits entre esclaves et colons.

### Conséquences de la loi en Guadeloupe
Ce n'est pas par la loi du 20 mai que l'esclavage y fut rétabli, mais tout d'abord par la force, à travers le corps expéditionnaire conduit par le général Richepanse envoyé par Bonaparte à l'instigation de Lacrosse et du ministre des Colonies Decrès, qui mène une terrible répression, entre mai et juillet 1802, à l'encontre d'une population d'hommes et de femmes qui, notamment sous l'autorité de Delgrès et d'Ignace, mais de beaucoup d'autres aussi, refusait de se laisser asservir, au nom même des principes de liberté et d'égalité des Lumières et de la Révolution française. 
Puis interviennent des mesures juridiques : entre juillet et août 1802 le contre-amiral Jean-Baptiste Lacrosse et le général Antoine Richepanse, rétablissent progressivement l'esclavage en exacerbant le travail forcé des Noirs sur les habitations et en publiant des arrêtés de plus en plus autoritaires. De plus la citoyenneté française est retirée à presque tous les libres de couleur et réservée aux seuls Blancs (arrêté du 17 juillet 1802). Un arrêté de police rurale du préfet colonial Lescallier confirme le processus début 1803.
Mais c'est surtout à travers l'arrêté du 16 juillet 1802 (27 messidor an X) signé par Bonaparte, premier consul, et non par la loi du 20 mai, que sera officiellement rétabli l'esclavage à la Guadeloupe, d'ailleurs sans le nommer, en utilisant une formule elliptique :

« Paris, le 27 Messidor, an X de la République une et indivisible.
Les Consuls de la République, sur le rapport du ministre de la marine et des colonies ;
Vu la loi du 30 Floréal dernier,
Arrêtent ce qui suit :
Article Ier. – La colonie de la Guadeloupe et dépendance[s] sera régie à l’instar de la Martinique, de Sainte-Lucie, de Tabago et des colonies orientales, par les mêmes lois qui y étaient en vigueur en 1789.
II. – Le ministre de la marine et des colonies est chargé de l’exécution du présent arrêté. Le premier Consul, signé Bonaparte. [– Par le premier Consul : le secrétaire d’État, signé Hugues B. Maret.] »

— Archives nationales, AF/IV/66, dossier 379
Un Projet d'arrêté, assorti de considérants qui en disent long, dans le sillage des débats parlementaires autour de la loi du 20 mai (voir ci-dessus), sur les motivations politiques et idéologiques esclavagistes et racistes des auteurs du texte, est conservé avec la version manuscrite définitive de l'arrêté, aux Archives nationales. Cependant, les défauts de validité juridique de cette mesure ont été soulignés par les historiens du droit qui ont analysé ce texte sous l'angle juridique. Non seulement l'arrêté n'a finalement pas été publié au Bulletin des lois de la République, contrairement à ce que prévoyait le « Projet » d'ailleurs, mais Bonaparte n'avait pas compétence pour prendre une telle mesure, au regard de l'article 91 de la constitution  de l'an VIII, qui disposait que les colonies étaient régies par des lois et non par des mesures réglementaires. Incompétence que l'article IV de la loi du 20 mai, cité ci-dessus, avant tenté de contourner, à travers la délégation de pouvoir au profit du Gouvernement, une délégation de pouvoir elle-même inconstitutionnelle puisqu'elle violait l'article 91 de la constitution en vigueur. Quoi qu'il en soit, l'arrêté fut envoyé à la Guadeloupe, où il ne fut promulgué pourtant qu'en mai 1803, à l'arrivée du nouveau gouverneur Ernouf, successeur de Lacrosse, puis imprimé localement et diffusé à travers la circulaire du préfet colonial Lescallier du 26 mai suivant (6 prairial an XI) adressée aux commissaires des quartiers de la colonie.

### Conséquences de la loi à Saint-Domingue
Saint-Domingue n'est a priori pas concerné par la loi le 20 mai 1802. Mais le débarquement qui lui est contemporain n'en avait pas moins le même but si l'on en juge par la politique menée jusqu'au 1er janvier 1804 date de l’indépendance (création d’Haïti). Mais l’expédition de Saint-Domingue entre dans sa deuxième phase de combats qui seront dominés par des affrontements entre esclaves et colons et l’abandon de la France par les généraux noirs ou mulâtres (Alexandre Pétion, Chanlatte, Boyer, Dessalines…). Le rétablissement progressif de l’esclavage à la Guadeloupe avec l’expédition Antoine Richepanse du 5 mai 1802 a été un des facteurs de reprise des combats. Il faut rappeler que le 18 novembre 1801 Napoléon envoya une proclamation à Saint-Domingue où il s’engageait à maintenir l’abolition de l’esclavage et la liberté des hommes de couleur, ce qu'on retrouve aussi dans ses instructions secrètes au général Leclerc. Il hésitait peut-être à rétablir l'esclavage dans une colonie où la population noire était importante et bien armée et, contrairement à la Guadeloupe et à la Guyane, n'envoya jamais d'ordre pour le rétablissement de l'esclavage, même après la loi du 20 mai. Finalement, ni Leclerc ni son successeur Rochambeau ne furent en mesure de rétablir l'esclavage à Saint-Domingue et la population noire resta soumise au régime semi-libre des « cultivateurs » et du travail forcé déjà en vigueur sous Louverture, puis maintenu après l'indépendance par Dessalines.

### Conséquences de la loi en Guyane
Comme à la Martinique, les planteurs de Guyane ont cherché à se soustraire à l’abolition de l’esclavage en recherchant l’alliance de l’Angleterre, mais la Guyane resta française. En 1799 Victor Hugues est nommé gouverneur de Guyane, il établit le travail forcé (comme le fait le commandant en chef noir Toussaint Louverture à Saint-Domingue avec son règlement de travail du 12 octobre 1800, confirmé dans sa constitution autonome du 12 juillet 1801). L’arrêté consulaire du 7 décembre 1802 (16 frimaire an XI), préparé par Cambacérès, rétablit de fait l’esclavage en Guyane pour les affranchis de 1794 sous le nom de « conscription de quartier » :

« Saint-Cloud, le 16 Frimaire, an onze de la République une et indivisible.
Les Consuls de la République, sur le rapport du Ministre de la Marine et des Colonies,
ARRÊTENT :
Article premier. – À la réception du présent arrêté, le Commissaire du Gouvernement à Cayenne et Guiane française, établira dans cette Colonie un registre général de Conscription de Quartiers.
II. – Ce registre sera divisé en autant de rôles distincts, qu’il y a de propriétaires dans la Colonie.
III. – Seront portés, sur chacun de ces rôles et tels qu’ils se trouvent maintenant établis dans chacune des propriétés ou ateliers, tous les noirs et gens de couleur des deux sexes, existan[t]s dans la Colonie au vingt-six Prairial an deux et qui ne pourront justifier de leur affranchissement légalement acquis avant cette époque.
IV. – L’effet de la conscription de Quartiers est d’attacher irrévocablement à la propriété ou atelier sur le rôle desquels ils se trouveront portés, les individus désignés à l’article [trois], sans qu’ils puissent s’y soustraire eux-même[s] ni en être aliénés arbitrairement par le propriétaire.
V. – Les rôles de la conscription de Quartiers seront renouvelés tous les ans au premier Germinal, avec indication des accroissemen[t]s, mutations et décroissemen[t]s survenus depuis la confection du dernier rôle.
VI. – La conscription de Quartiers ne pourra cesser pour aucun des individus qui en font partie, que par les voies ci-devant usitées de l’affranchissement, moyennant les mêmes taxes et sous les mêmes conditions de consentement du Commissaire du Gouvernement et Administrateur en Chef.
VII. – Les individus compris dans la conscription de Quartiers seront soumis aux mêmes prestations de travail envers le propriétaire ou ses représentan[t]s, qu’ils l’étaient autrefois, et de son côté le propriétaire ou son représentant, sera tenu de pourvoir à leur subsistance et entretien, tant en santé qu’en maladie, de la même manière qu’il y était astreint par les anciens règlemen[t]s.
VIII. – Les individus composant la conscription de Quartiers, porteront au propriétaire et à ses représentan[t]s ou préposés, respect et obéissance, sous les peines de police correctio[n]nelle qui seront établies par le Commissaire du Gouvernement, dans les règlemen[t]s qu’il demeure autorisé à faire provisoirement en cette partie et qui seront, sans délai, soumis à la sanction définitive du Gouvernement.
IX. – Les individus composant l’inscription de Quartiers pourront être tirés du service domestique d’un propriétaire, pour être, par lui, renvoyés à la culture de son territoire, ou tirés, par lui, de la culture, pour être employés à son service domestique.
X. – Les individus de la conscription de Quartiers qui se trouveront affectés à une propriété à laquelle ils n’appartenaient pas avant le vingt-six Prairial an deux, donneront lieu à une indemnité de la part du nouveau propriétaire, en faveur du propriétaire primitif.
XI. – Cette indemnité sera déterminée à l’amiable entre les deux susdits propriétaires si faire se peut, si non elle sera réglée par arbitres librement choisis par l’un et l’autre. Ces arbitres nommés contradictoirement procéderont sommairement sans fraix et sans appel, selon le règlement que le Commissaire du Gouvernement jugera convenable de faire pour activer et régulariser leurs opérations. Le prix de l’indemnité pourra être au-dessous, mais ne pourra excéder mille francs.
XII. – Les individus soumis à la conscription de Quartiers, qui auraient acquis des propriétés à titre légitime, depuis la dite époque du vingt-six Prairial an deux, ou qui ne seraient point entrés au service domestique, ou dans un atelier d’habitation, ne pourront être dispensés de la conscription, qu’autant qu’ils auront soldé à leur ancien propriétaire l’indemnité indiquée par le présent arrêté. Il y sera procédé de la même manière qu’il est déterminé de particulier à particulier à défaut, par eux, de payer la dite indemnité, ils seront remis à la disposition de l’Administration, ainsi que leurs propriétés acquises, à la charge, par la dite administration, de payer l’indemnité susdite au propriétaire ayant droit.
XIII. – Les deux cents individus noirs ou de couleur qui, au terme de l’article trois, seraient soumis à la conscription de quartiers, mais qui ont rendu des services au Gouvernement, seront pour toujours exempts de la dite conscription et seront considérés comme ayant rempli les conditions d’affranchissement portées à l’article 6. Sous la condition seulement qu’ils contracteront un engagement de service militaire pour dix ans. – Leurs noms et signalemen[t]s seront envoyés au Ministre de la Marine et des Colonies, et l’état en sera déposé aux archives de Cayenne.
XIV. – Le montant de chaque indemnité prévue aux articles précéden[t]s sera souscrit par les débiteurs en billets payables au porteur dans l’espace d’une, de deux ou de trois années.
XV. – Les dits billets emporteront privilège spécial sur les biens du souscripteur et même la contrainte de sa personne.
XVI. – Les noirs ou hommes de couleur des deux sexes provenant des prises de guerre postérieurement au vingt-six Prairial an deux, resteront sur les habitations et propriétés sur lesquelles ils se trouvent placés, à l’exception du nombre déterminé de ceux que le Commissaire du Gouvernement doit en retirer lors de la publication de cet arrêté pour une destination particulière. Les uns et les autres ne feront point partie de la conscription de quartiers et appartiendront aux propriétaires de ces habitations définitivement et aux clauses et conditions de l’Édit du mois de Mars 1685 touchant la police des Isles de l’Amérique française. – Les dits propriétaires seront tenus de payer au Gouvernement le prix de leur estimation déterminée pour chaque individu de six cents à quinze cents francs par voies d’arbitres, ainsi qu’il a été dit, de particulier à particulier, tant pour la forme que pour le mode de payement. Il sera libre aux propriétaires précités de faire la remise de la personne même à l’Administration, s’ils ne veulent en payer l’indemnité.
XVII. – À dater de ce jour, la loi du 30 Floréal an dix, relative à la traite des noirs et au régime des Colonies est applicable dans toutes ses dispositions à la colonie de Cayenne et Guiane française, en tout ce qui n’est pas modifié dans le présent arrêté, sur ce qui concerne les individus composant l’inscription de Qu[a]rtiers.
XVIII. – Le Ministre de la Marine et des Colonies est chargé d[e] l’exécution du présent arrêté. Le Premier Consul, Signé Bonaparte. – Par le Premier Consul, Le Secrétaire d’État, Signé Hugues B. Maret. »

— Archives nationales d’outre-mer, C14/88, no 68
Victor Hugues, chargé de l’application de cette mesure montera le 18 janvier 1804 une expédition pour rétablir la liaison de la Guyane avec le comptoir de traite des esclaves de Gorée.

## Postambule
La loi du 20 mai 1802 est à restituer dans son contexte historique qui concerne principalement le traité d’Amiens, l’expédition de Saint-Domingue et l'expédition de Guadeloupe. 
Le contexte politique est celui d’une permanence de la défense des intérêts esclavagistes, principalement pour des raisons économiques (les planteurs colons et les bénéficiaires de la traite des esclaves). La permanence de la défense des acquis de la révolution (l’abolition de l’esclavage) est non moins présente et a été souvent occultée. 
Le processus législatif associé à la promulgation de la loi du 20 mai 1802 montre qu’il ne s’agit pas d’une décision prise sans débats, même si le corps législatif ne bénéficiait pas de la légitimité du suffrage universel. 
De nombreux documents attribuent, sans autres considérations, à la loi du 20 mai 1802 de Bonaparte le rétablissement de l’esclavage, notamment aux Antilles et en Guyane, ce qui est historiquement et juridiquement erroné (en Guadeloupe, ce sont les arrêtés consulaires du 16 juillet et local du 17 juillet 1802 qui rétablissent l’esclavage ; en Guyane, les arrêtés consulaires du 7 décembre 1802 et local du 24 avril 1803), et minimisent notamment le rôle joué localement par les partisans de l’esclavage, comme la faiblesse locale des abolitionnistes. 
Une des conséquences du rétablissement de l'esclavage est l'interdiction de séjour en métropole des affranchis : 

« Arrêté portant défense aux Noirs, Mulâtres et autres gens de couleur, d’entrer sans autorisation sur le territoire continental de la République. 
Du 13 Messidor, an X de la République une et indivisible.
Les Consuls de la République, sur le rapport du ministre de la marine et des colonies ; le conseil d’État entendu,
Arrêtent :
Article Ier. – Il est défendu à tous étrangers d’amener sur le territoire continental de la République, aucun noir, mulâtre, ou autres gens de couleur, de l’un et de l’autre sexe.
II. – Il est pareillement défendu à tout noir, mulâtre, ou autres gens de couleur, de l’un et de l’autre sexe, qui ne seraient point au service, d’entrer à l’avenir sur le territoire continental de la République, sous quelque cause et prétexte que ce soit, à moins qu’ils ne soient munis d’une autorisation spéciale des magistrats des colonies d’où ils seraient partis, ou, s’ils ne sont pas partis des colonies, sans l’autorisation du ministre de la marine et des colonies.
III. – Tous les noirs ou mulâtres qui s’introduiront, après la publication du présent arrêté, sur le territoire continental de la République, sans être munis de l’autorisation désignée à l’article précédent, seront arrêtés et détenus jusqu’à leur déportation.
IV. – Le ministre de la marine et des colonies est chargé de l’exécution du présent arrêté, qui sera inséré au Bulletin des lois. Le premier Consul, signé Bonaparte. – Par le premier Consul : le secrétaire d’État, signé Hugues B. Maret. Le ministre de la marine et des Colonies, signé Decrès. »

— Bulletin des lois de la République française, 3e série, t. 6 [2e semestre an X], bulletin no 219, arrêté no 2001, p. 815-816
Le préfet de police Dubois, chargé de l'application du texte, va même jusqu'à faire arrêter les personnes de couleur, alors qu'elles ne sont pas visées par la loi :

« Ordonnance concernant les noirs et mulâtres.
Paris, le 3 brumaire an XI (25 octobre 1802).
Le conseiller d’État, préfet de police,
Vu l’arrêté des consuls, en date du 13 messidor an X, portant défense aux noirs, mulâtres et autres gens de couleur, d’entrer sans autorisation sur le territoire continental de la République ;
Vu pareillement l’article 2 de l’arrêté du 12 messidor an VIII ;
Ordonne ce qui suit :
Article 1er. – L’arrêté des consuls, en date du 13 messidor an X, portant défense aux noirs, mulâtres et autres gens de couleur, d’entrer sans autorisation sur le territoire continental de la République, sera imprimé, publié et affiché dans le département de la Seine et dans les communes de Sèvres, Meudon et Saint-Cloud, du département de Seine-et-Oise.
Article 2. – Les Français et les étrangers domiciliés ou séjournant dans le département de la Seine ou dans les communes de Saint-Cloud, Sèvres et Meudon seront tenus de faire, dans le délai de dix jours, la déclaration des noirs, mulâtres et autres gens de couleur de l’un et de l’autre sexe qui étaient à leur service au 17 vendémiaire dernier, époque de la publication dudit arrêté. – À Paris, cette déclaration sera faite devant les commissaires de police, et dans les communes rurales, devant les maires et adjoints, qui en délivreront certificat. La déclaration sera appuyée de l’attestation de deux témoins domiciliés. – Sur la représentation du certificat des commissaires de police ou des maires et adjoints, il sera délivré, à la préfecture de police, une carte particulière aux noirs, mulâtres et autres gens de couleur qui se trouveront compris dans la déclaration.
Article 3. – Les noirs, mulâtres et autres gens de couleur de l’un et de l’autre sexe qui, à compter dudit jour 17 vendémiaire dernier, entreront dans le département de la Seine ou dans les communes de Sèvres, Meudon et Saint-Cloud, seront tenus, dans les trois jours de leur arrivée, de faire viser à la préfecture de police les autorisations spéciales qu’ils auront obtenues, soit des magistrats des colonies d’où ils seraient partis, soit du ministre de la marine et des colonies.
Article 4. – Les noirs, mulâtres et autres gens de couleur de l’un et de l’autre sexe qui s’introduiront dans le département de la Seine ou dans les communes de Sèvres, Meudon et Saint-Cloud, sans être munis de l’autorisation désignée en l’article 2 de l’arrêté du 13 messidor dernier, seront arrêtés et conduits à la préfecture de police.
Article 5. – Les sous-préfets des arrondissements de Sceaux et de Saint-Denis, les commissaires de police, à Paris, les maires et adjoints dans les communes rurales du département de la Seine, et ceux des communes de Sèvres, Meudon et Saint-Cloud, les officiers de paix et les préposés de la préfecture de police sont chargés, chacun en ce qui le concerne, d’assurer l’exécution des dispositions ci-dessus.
Article 6. – Le général commandant la première division militaire, le général commandant d’armes de la place de Paris et les chefs de légion de la gendarmerie d’élite et de la gendarmerie nationale du département de la Seine et de celui de Seine-et-Oise sont requis de leur faire prêter main-forte au besoin. Le conseiller d’État, préfet de police, DUBOIS. »

— Gabriel Delessert, Collection officielle des ordonnances de police depuis 1800 jusqu’à 1844, t. 1, Paris, 1844, p. 160

## Influence de Joséphine de Beauharnais
L'hypothèse d'une intervention de Joséphine de Beauharnais auprès de Napoléon, afin de le convaincre de rétablir l’esclavage, a été émise parfois réfutée, les historiens n'étant pas certains de ce qui a emporté la décision. D'autres personnes ont pu peser, notamment celles nommés par Bonaparte aux plus hautes fonctions dans ce domaine, peu après son coup d'État de fin 1799. Bonaparte avait signé la même année le 25 mars 1802 la paix d'Amiens avec les Anglais, récupérant la Martinique, et souhaitait renouer avec la prospérité des îles à sucre, deux ans après avoir obtenu la première étape du  feuilleton de la cession par l'Espagne de la Louisiane à la France.
Certains historiens comme Jean-Joël Brégeon indiquent qu'il existait à l'époque un fort courant politique en faveur de l'esclavage autour de Bonaparte. Selon l'historien, « tout un parti créole », dont faisait partie Joséphine, réclamait le retour des esclavages dans les plantations. Ce point est confirmé par l'historien Jean-François Niort qui souligne l'influence d'un « lobby esclavagiste » dans la décision de rétablir l'esclavage.
Par ailleurs, la famille de Joséphine de Beauharnais possédait des propriétés considérables dont la prospérité reposait sur le travail des esclaves : une plantation de cannes à sucre sur laquelle travaillent plus de cent cinquante esclaves africains. Elle s'installe à Paris en 1789, quand son mari est élu pour la noblesse aux états généraux. Ils défendent ensemble les idées monarchiques puis se rapprochent du courant révolutionnaire, mais son mari sera guillotiné en 1794 et elle échappera de peu au même sort. Sans que son rôle ou son influence politique soit documenté, ses idées politiques sont plutôt identifiée en faveur de l'ordre ancien (elle suppliera plus tard Bonaparte de ne pas se faire roi). De fait, à Sainte-Lucie, Bonaparte a validé le rétablissement par l'Angleterre de l'esclavage en 1796, après que la France révolutionnaire l'eut aboli une année[réf. nécessaire].